# Brantham
Brantham – wieś w Anglii, w hrabstwie Suffolk, w dystrykcie Babergh. Leży 12 km na południowy zachód od miasta Ipswich i 97 km na północny wschód od Londynu. W 2005 miejscowość liczyła 2650 mieszkańców.